# Потушняк Федір Михайлович
Фе́дір Миха́йлович Потушня́к (псевдонім — Ф. Вільшицький, Ф. Пасічник; нар. 27 лютого 1910, Осій — пом. 12 лютого 1960, Ужгород) — український письменник,  етнограф, археолог. Член спілки письменників України з червня 1946 р.

## Життєпис
Народився 27 лютого 1910 року у селі Осій,Іршавського району.

У 1930 році закінчив Берегівську гімназію. Цього ж року вступив на філософський факультет Карлового університету в Празі. Після закінчення вчителює в закарпатських селах Білках і Великому Бичкові. У березні 1937 року мобілізований до чехословацької армії. Коли Третій Рейх окупував Чехословаччину, працює бібліотекарем у м. Брно, бере участь у складанні етнографічного атласу Угорщини. Відтак переїжджає до рідного краю і співпрацює із Підкарпатським товариством наук (1940-1944 рр.). У травні 1944 році окупаційна влада мобілізує Федора Потушняка до угорської армії, однак у серпні він здається в полон. Після повернення у березні 1945 року з табору під Івано-Франківськом працює в газеті Народної ради Закарпатської України «Закарпатська Україна», пізніше — в газеті «Закарпатська правда».. 
.

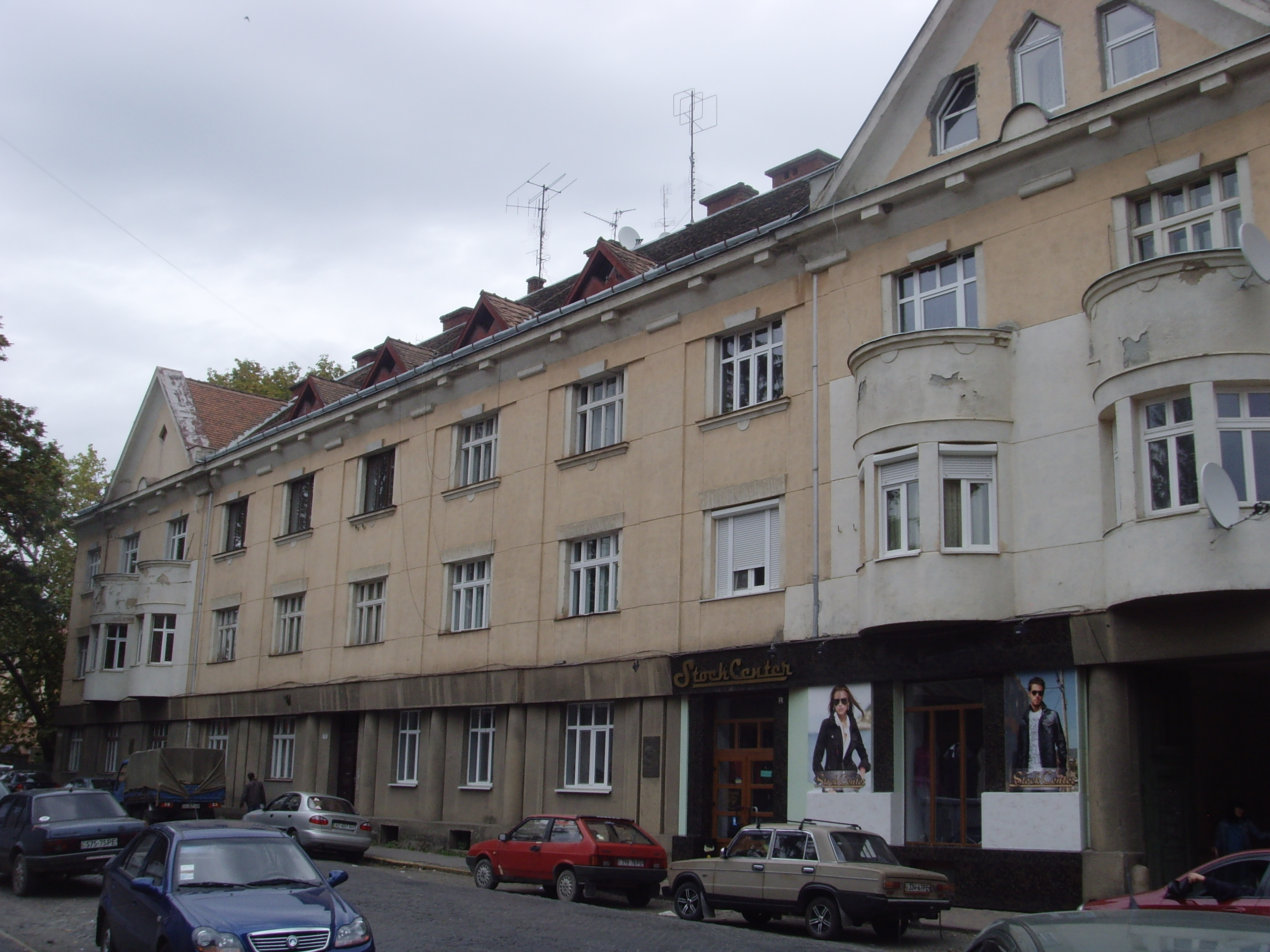
Будинок в Ужгороді, у якому мешкав Потушняк

З 1946 року працює в Ужгородському державному університеті викладачем загальної історії. У 1947 році Федір Потушняк проходив курси підвищення кваліфікації педагогічних кадрів на кафедрах археології й етнографії Московського університету. 5 червня 1947 року Федору Потушнякові було присвоєно вчене звання доцента кафедри археології й етнографії.
Викладає археологію, історію, чеську і словацьку мови, проводить активну громадську та культурну роботу. Систематично самостійно чи із студентами виїжджає у кількамісячні експедиції для вивчення рідного краю, на розкопки тощо. Пише і публікує розвідки з етнографії, фольклористики, діалектології, філософські статті.
Зокрема у галузі етнографії увагу дослідника привертали різноманітні народні вірування про предмети, речі, осіб тощо. У результаті науково-дослідницької роботи Ф. Потушняк написав понад тридцяти статей про народні вірування закарпатців в сонце, місяць, зірки, вогонь, воду, душу, у відьом, у скарби, їжу («Огонь в народних віруваннях» (1941), "Вода, земля і воздух в народнім віруванні (1942).
Початок його літературної діяльності припадає на другу половину 20-х рр. Перші поезії Потушняка друкувалися в журналах «Пчôлка», «Наш рідний край», «Підкарпатська Русь», «Говерла», в «Студентському альманасі» та ін. А перша збірка поезій «Далекі вогні» вийшла у 1934 року.
Федір Потушняк — автор поезій, поезій у прозі, романів, оповідань, п`єс. За словами самого письменника, його мета як поета – «побачити свій світ в калейдоскопі вселюдської поетичної культури … добитися власного поетичного виразу … та притім не втратити контакт зі своїм ґрунтом».Його творчість є виразно модерністською. Дослідники відзначали риси символізму, імпресіонізму, сюрреалізму тощо, що не вписувалось в програму соцреалізму й спровокувало тиск на життя Федора Потушняка.
На думку літературознавця Дмитра Федаки, три найсуттєвіші риси поезії Потушняка – філософічність, стремління згармонізувати світ, віру у внутрішню життєдайність світу. Літературознавець називає Потушняка предтечею поетів-шістдесятників й подальших поколінь: «Поспіль сюрреалістичні поезії збірок «Кристали» та «Терези вічності», як і філігранно відточені кілька цілком сюрреалістичних віршів, … можна вважати в українській літературі гідною предтечею Драчевого ножа в сонці та інших художніх набутків не тільки поетів-шістдесятників, але й подальших  поколінь аж до нинішніх днів».
Потушняк-прозаїк поєднав традиційне реалістичне письмо з письмом новітнім, позначеним синтезом народної міфології, вірувань та звичаєвості з неоромантичним демократизмом і лаконічністю вислову, ритмічністю густої образності текстів, властивою імажинізму, психоаналітичним заглибленням у феномен людського духу.
На академічному рівні поетику автора розглянула доктор філологічних наук Лідія Голомб у монографії «Поетична творчість Федора Потушняка» (Ужгород, 2001).
Автор працював у галузі художнього перекладу з англійської, італійської, німецької, польської, угорської, французької мов.
Помер Федір Потушняк 11 лютого 1960 р.

## Доробок

### Художня творчість

#### Збірки поезії
«Далекі вогні» (1934), «Хвилини вічності» (1936, перевид. 2000), «Можливості» (1939), «На білих скалах» (1941), «Кристали» (1942), «Терези вічності» (1944), поема «Хатка та млинок» (1944), «Мій сад» (поезії, драми, 2007).

#### Збірки оповідань
«Земля» (1938), «Оповідання» (1942), «Гріх та інші оповідання» (1944), «В долині синьої ріки» (1957), «Спокуса ; Сад» (оповід., поезії в прозі, 1960), «Честь роду» (1973), «Твори» (1980).

#### Романи
«Повінь» (1959, перевид. 1965, 1971, 1981, 1985,1982).

#### Драматургія
П'єса для дітей «Казка» (1943), віршована казка «Спляча царівна» (1944).

### Праці з міфології
- «Душа в народнім віруванню села Осій» (1938)
- «Демоны въ народномъ вѣрованіи» (1940); цикл статей публікований в номерах ужгородської газети «Русское слово»
- «Солнце, луна, звізди и небеса в народних віруваннях» (1940)
- «Огень в народних віруваннях» (1941)
- «Вода, земля і воздух (в народнім віруваню)» (1942)
- «Північ і полудне в народнім віруванні» (1942)
- «Яйце в народнім віруванні» (1942)
- «Клятва в народнім віруванні» (1943)
- «Відьма та її признаки» (1944) та ін.

### Етнографія
- «Соціологія села» (1940)
- «Наші дерев'яні церкви» (1942)
- «Останки ідолопоклонства» (1942)
- «Прання плаття у волинян» (1942)
- «Толока» (1942
- «Дожинкові пісні» (1943)
- «Останки культу предків» (1943)
- «Писанки» (1943)
- «Руська родина» (1943)
- «Останки обичаю крадення жінок і „дівич-торгів“» (1944) та ін.

### Філософія
- «Індивід і колектив» (1941)
- «Про свободу волі» (1941)
- «Про чоловіка» (1941)
- «Філософія мови» (1941)
- «Короткий нарис філософії Підкарпаття» (1943—1944)
- «Філософічні статті» (1940-ві — 50-ті); опубліковані у книзі «Я і безконечність: нариси історії філософії Закарпаття» (приміт. та післямова Р. Офіцинського. — Ужгород, 2003)

### Археологічна спадщина
Як викладач, а згодом – доцент кафедри загальної історії Ужгородського державного університету, з 1946 р. Ф. Потушняк розпочинає активні польові археологічні роботи. Перші експедиції він робить у своє рідне село Осій та його околиці. Як фахівець з археології, наприкінці 40-х років ХХ ст. Ф. Потушняк був зарахований до наукового штату Закарпатського краєзнавчого музею. У 1949 році вчений відкриває цілу низку пам’яток кам’яної доби (Валахово, Великі Ком’яти, Олешник. В Осої, в урочищі Чищиник вчений відкриває поселення мідної доби культури Баден (ІІІ тис. до н.е.). Того ж року проводяться перші археологічні розкопки на Мукачивщині у с. Чопівці. 1949 року була видана перша наукова стаття з археології про старожитності з околиць с. Осій. У 1952 році археологічні розкопки проводить спільно з експедицією Закарпатського краєзнавчого музею, очолюваною  Костянтином Берняковичем (Колодне, Дунковиця). З-поміж знахідок особливу увагу заслуговують залишки найдавнішого на Україні глиняного дистиляційного пристрою, відкритого ним у 1951 р. поблизу с. Чопівці Мукачівського району. Ця знахідка унікальна, датується ХІІ ст, належить носіям культури ґава. Цікавими були і археологічні дослідження Потушняка у м. Берегові у кар’єрі цегельного заводу № 2 де вчений зафіксував ще одну унікальну пам’ятку – колодязь-кадуб бронзової доби, який датується XIV – XIII ст. до н.е.( культура Станово). Не менш цікавими і дуже важливими з наукової точки зору виявилися також археологічні матеріали з Берегівщини — 15 предметів. Протягом 1946-1959 рр. Ф. Потушняк провів археологічні дослідження у більш ніж 40 населених пунктах області і вивчив понад 80 різних пам'яток (поселень, могильників). У хронологічному аспекті вони охоплюють епоху неоліту, мідного, бронзового та залізного віків (понад 52), інші датуються римським часом та епохою середньовіччя. Підсумком його роботи стала праця, яка вийшла друком у 1958 році в Ужгороді під назвою «Археологічні знахідки бронзового та залізного віку на Закарпатті».
Нині археологічна колекція Закарпатського обласного краєзнавчого музею ім. Т. Легоцького налічує 110 предметів гальштаттської, станівської, куштановицької культур, переданих до музею Федором Потушняком. Найперші з них, зафіксовані в наукових книгах за 1946 рік, є 6 керамічних предметів гальштатської культури з археологічних розкопок на Малій Горі у Мукачеві.

## Родина
Син Федора Потушняка Михайло став знаним у Закарпатті археологом та етнографом, який відкрив дві археологічні культури — культуру Кріш та мальованої кераміки.

## Вшанування пам'яті
1995 р. Закарпатською обласною радою народних депутатів на честь Федора Потушняка заснована літературна премія — найпрестижніша серед літературних нагород Закарпаття.
Рішенням Закарпатської обласної ради від 26 травня 2011 р. Закарпатській обласній універсальній бібліотеці присвоєно ім’я Федора Потушняка.
На фасаді Берегівської української гімназії встановлено меморіальну дошку зі словами «У цьому будинку  в 1922 - 1930 рр. навчався видатний закарпатський український письменник, етнограф, археолог та педагог Федір Михайлович Потушняк».

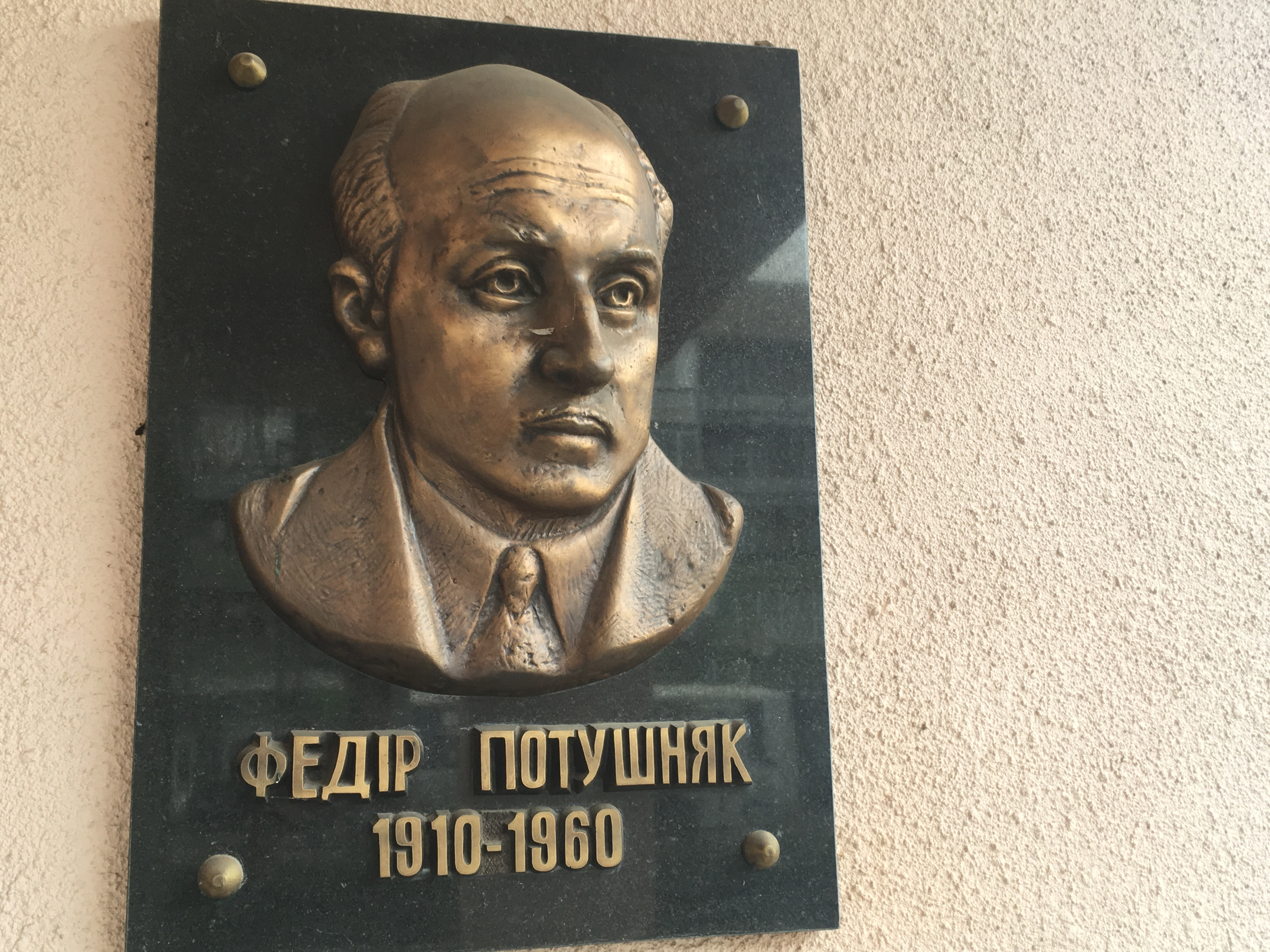
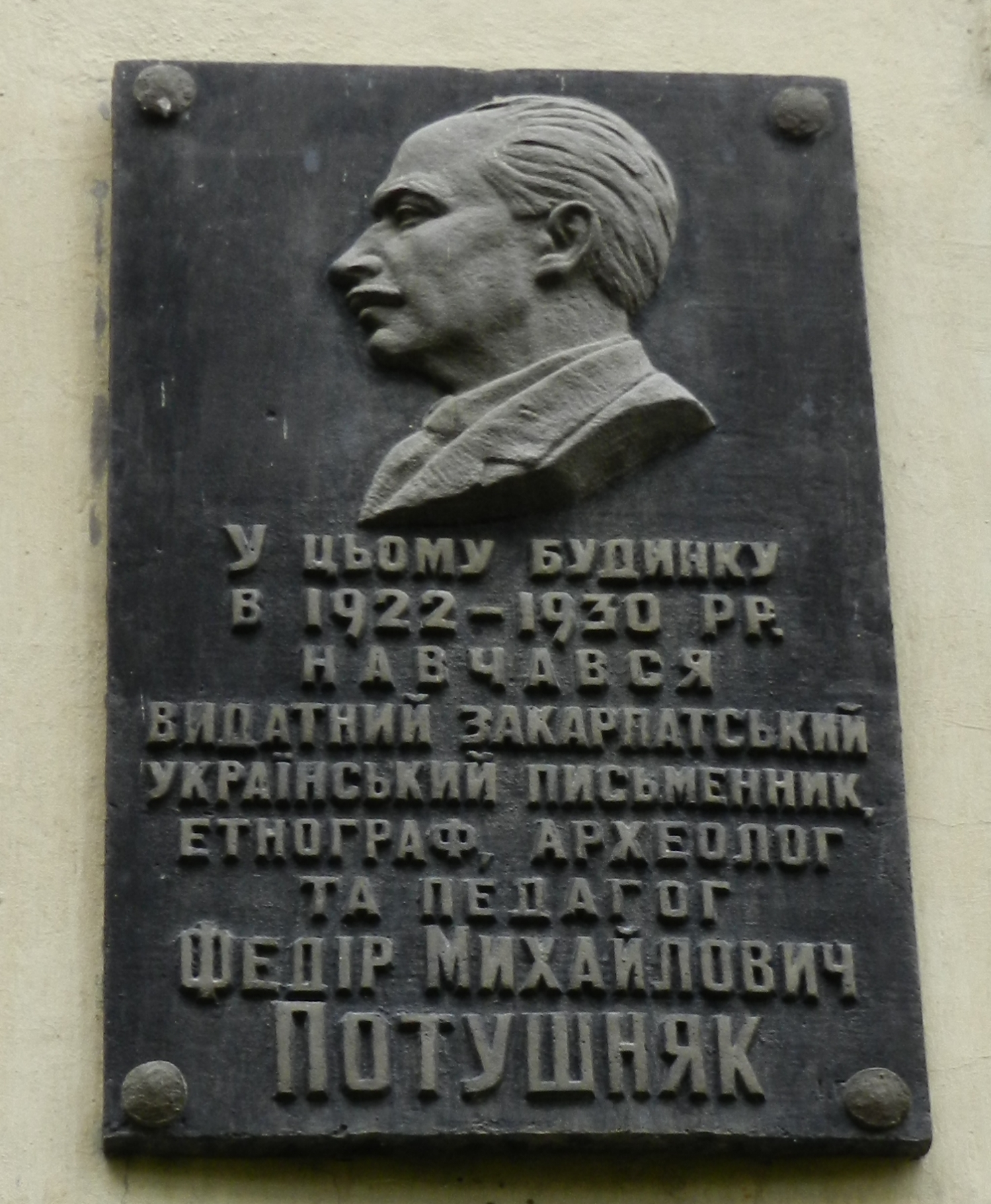
Меморіальна дошка на гімназії в Берегові
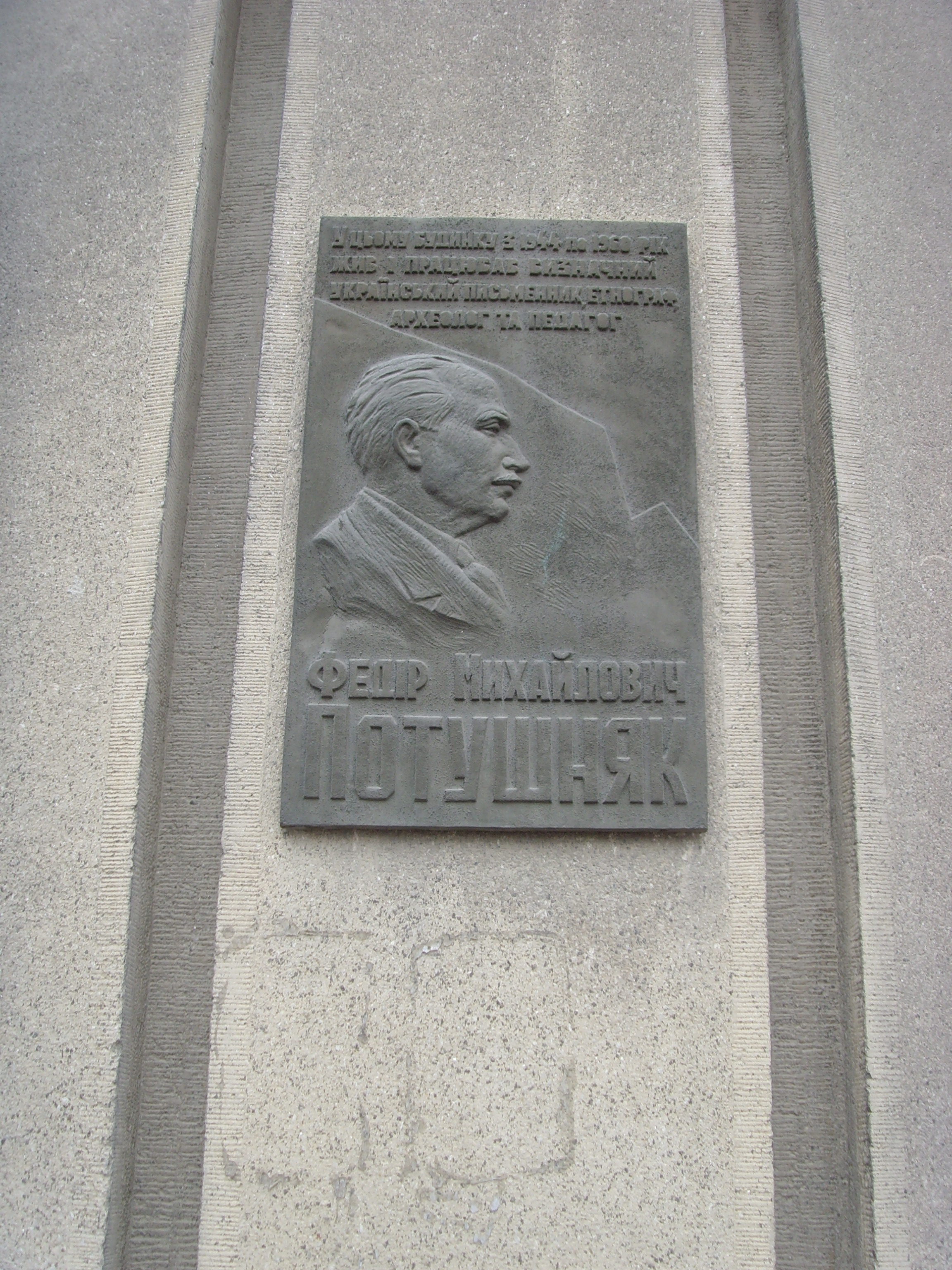
Меморіальна дошка на будинку в Ужгороді, в якому жив Потушняк